# Celio (rione Rzymu)
Celio – rione, jedno z dwudziestu dwóch rioni Rzymu, tradycyjnych jednostek podziału administracyjnego miasta, dotyczącego części wewnątrz murów aureliańskich (z niewielkimi wyjątkami). Stanowi część gminy Municipio Roma I.
Współcześnie Celio ma powierzchnię 0,82 km², a w 2015 zamieszkiwało je 3 085 mieszkańców.
Historyczny numer dzielnicy to R. XIX.